# 小杉インターチェンジ
小杉インターチェンジ（こすぎインターチェンジ）は、富山県射水市上野にある北陸自動車道のインターチェンジである。

## 歴史
- 1973年（昭和48年）10月16日 - 砺波IC - 小杉IC間開通に伴い[6][7]、供用開始[1][2][3]。
- 1975年（昭和50年）10月4日 - 小杉IC - 富山IC間が開通[7][8][9]。

## 道路
- E8 北陸自動車道（21番）
- 接続する道路：国道472号[5]

## 料金所
- ブース数：6

### 入口
- ブース数：2
  - ETC・一般：2

### 出口
- ブース数：4
  - ETC専用：2
  - 一般：2

## 周辺
- 富山県立大学
- 道の駅カモンパーク新湊
- 海王丸パーク
- 太閤山ランド

## 隣
E8 北陸自動車道
(20)砺波IC - (20-1)高岡砺波スマートIC - 高岡PA - (21)小杉IC - 呉羽PA - (21-1)富山西IC